# نیوشولم، لانکاشر
نیوشولم (به انگلیسی: Newsholme) یک روستا و محله مدنی در بریتانیا است که در Ribble Valley واقع شده‌است. نیوشولم ۵۰ نفر جمعیت دارد.